# Hídrox
El Hídrox,  es una mezcla de gases, hidrógeno y oxígeno, que se usa como gas de respiración en el buceo a gran profundidad. Permite que los buzos desciendan cientos de metros.
El hidrógeno es el gas más ligero (dos veces más ligero que el helio) pero todavía tiene un potencial narcótico.

## Historia
Aunque el primer uso informado del hidrógeno parece ser por Antoine Lavoisier (1743-1794), quien hizo que los cobayas lo respiraran, los primeros usos de este gas en el buceo usualmente se atribuyen a ensayos clínicos por el ingeniero sueco, Arne Zetterström en 1945.
Zetterström demostró que el hidrógeno se podía utilizar perfectamente hasta grandes profundidades. Tristemente, después de un fallo en usar el equipo de superficie, murió durante un buceo de demostración. El estudio del hidrógeno no se continuó hasta algunos años más tarde, primero por la Armada de los Estados Unidos, y después por la Compagnie Maritime d'Expertises (COMEX), que desarrollaron procedimientos que permitieron buceos de entre 500 y 700 m de profundidad, mientras se respiraban mezclas de gas basadas en hidrógeno, llamado hídrox (hidrógeno-oxígeno) o hidreliox (hidrógeno-helio-oxígeno).

## Uso
Se puede usar el hídrox para combatir el síndome nervioso de alta presión (SNAP), que ocurre a menudo durante buceos muy profundos.
Estos estudios tuvieron mucho éxito con un buceo simulado a 701 m, por Theo Mavrostomos el 20 de noviembre de 1990 en Toulon, durante los experimentos de COMEX en las cámaras de descompresión de Hydra X. Este buceo lo hizo "el buzo más profundo en el mundo".

## Descompresión bioquímica
La Armada de los Estados Unidos ha evaluado el uso de flora bacteriana para acelerar la descompresión del buceo con hídrox.